# Josep Enric Dallerès
Josep Enric Dallerès Codina nacido en Villafranca del Panadés, Cataluña, España en 1949 es un escritor andorrano de origen español. 
Estudió lengua y literatura en la Universidad de Montpellier y enseñó lengua francesa y artes plásticas en Andorra la Vieja. Ha ocupado diversos cargos públicos, como Ministro de Educación, Cultura y Juventud, presidente del Consell General, y conseller general en el parlamento andorrano. Como escritor publicó exclusivamente poesía, hasta el año 2006 cuando apareció su primera novela. En la Feria del Libro de Fráncfort del 2007 fue uno de los autores andorranos representados.

## Obra

### Poesía
- 1974: 33 poemes, Edicions Calla
- 1976: Despertar, (Autor-Editor), Andorra la Vieja
- 1987: Amic, Editorial Maià, Andorra la Vieja (ISBN 99913-3-001-1)
- 1988: Ulls d'aigua, Editorial Maià, Andorra la Vieja (ISBN 99913-2-002-4)
- 1990: De tu a tu, Editorial Maià, Andorra la Vieja (ISBN 99913-2-005-9)
- 1991: Plenituds, amb Jaume Riba
- 1995: Illalba, Editorial Maià, Andorra la Vieja (ISBN 99920-51-10-8)
- 2018: Vuitanta-dos dies d'octubre, Anem Editors, ISBN 978-99920-65-15-0

### Novela
- 2007: Frontera endins, Anem Editors (ISBN 978-99920-1-654-1)
- 2011: Manèla, frontière en deçà, Anem Editors (ISBN 978-99920-65-01-3)

### Narrativa
- 2018: El caminar d'una vida, Anem Editors ISBN 978-99920-65-19-8

### Cuentos
- 2017: Ulls d'aigua, Anem Editors, amb Rezvan Kani ISBN 978-99920-65-11-2

### Colaboraciones y obras colectivas
- 2000 i 2003: Catàleg de l'exposició itinerant Terra i arbres
- 2001: Set Claus. Relats d'Andorra, Proa (ISBN 84-8437-233-2)
- 2002: Exposició a l'Art Centre Variacions sobre poemes, amb el poema Si tu vols